# Historia de la denominación de los ciclones tropicales
La práctica de utilizar nombres para identificar a los ciclones tropicales se remonta a varios siglos atrás, con tormentas bautizadas con nombres de lugares, santos o cosas con las que chocaban antes del inicio formal de la nomenclatura en cada cuenca. Ejemplos de estos nombres son el huracán Okeechobee de 1928 (también conocido como huracán "San Felipe II") y el huracán de Nueva Inglaterra de 1938. El sistema vigente permite identificar los ciclones tropicales de forma breve y fácilmente comprensible y reconocible por el público. El mérito de la primera utilización de nombres propios para los sistemas meteorológicos se atribuye al meteorólogo del Gobierno de Queensland Clement Wragge, que dio nombre a los ciclones y anticiclones tropicales entre 1887 y 1907. Este sistema de nomenclatura cayó en desuso durante varios años tras la jubilación de Wragge, hasta que se recuperó a finales de la Segunda Guerra Mundial para el Pacífico Occidental. En las décadas siguientes, se introdujeron sistemas formales de nomenclatura para varias cuencas ciclónicas tropicales, como las del Atlántico Norte y Sur, el Pacífico Oriental, Central, Occidental y Sur, así como la región australiana y el océano Índico.
Sin embargo, ha habido controversia sobre los nombres utilizados en diversas épocas, y se han suprimido nombres por motivos religiosos y políticos. Entre 1945 y 2000 se utilizaron exclusivamente nombres femeninos en las cuencas y fueron objeto de varias protestas. En la actualidad, los ciclones tropicales son bautizados oficialmente por uno de los once servicios meteorológicos y conservan su nombre durante toda su vida. Debido al potencial de longevidad y a la concurrencia de múltiples tormentas, los nombres reducen la confusión sobre qué tormenta se está describiendo en las previsiones, alertas y avisos. Los nombres se asignan por orden a partir de listas predeterminadas una vez que las tormentas tienen vientos sostenidos durante uno, tres o diez minutos de más de 65 km/h (40 mph), dependiendo de la cuenca en la que se origine. Las normas varían de una cuenca a otra, ya que algunas depresiones tropicales reciben su nombre en el Pacífico Occidental, mientras que en el Hemisferio Sur se requiere una cantidad significativa de vientos de fuerza mayor. Los nombres de ciclones tropicales significativos en el Océano Atlántico Norte, el Océano Pacífico y la región australiana se retiran de las listas de nomenclatura y se sustituyen por otro nombre, en las reuniones de los distintos comités de ciclones tropicales de la Organización Meteorológica Mundial.

## Inicio formal de la nomenclatura

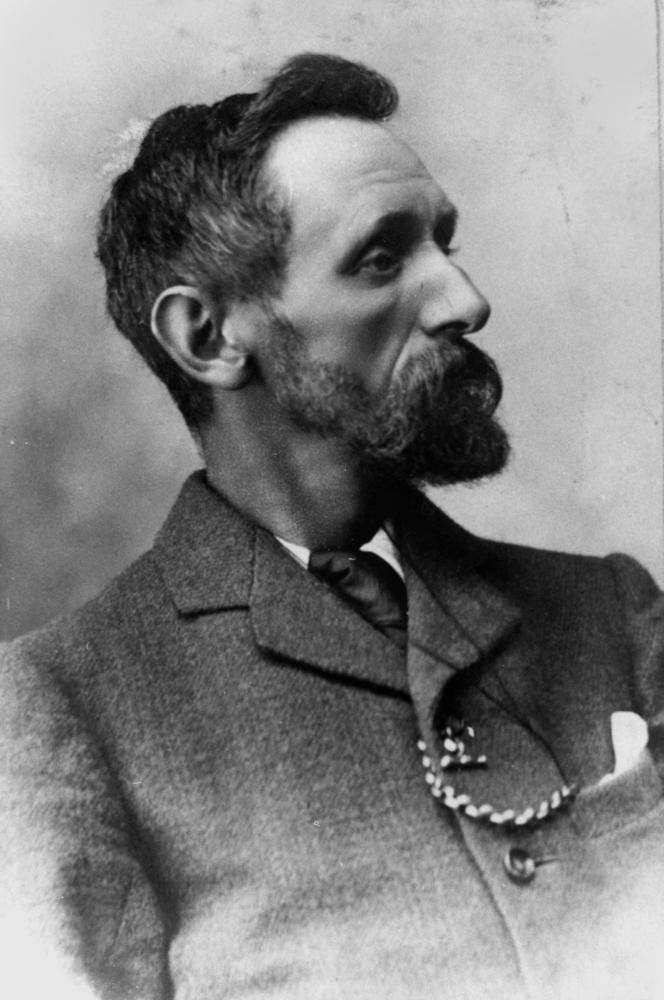
Clement Wragge fue el pionero en dar nombre a las tormentas

La práctica de utilizar nombres para identificar los ciclones tropicales se remonta a varios siglos atrás, con sistemas bautizados con nombres de lugares, personas (como santos católicos romanos) o cosas que golpeaban antes del inicio formal de la nomenclatura en cada cuenca.Algunos ejemplos son el huracán de San Francisco de 1526 (llamado así por San Francisco de Asís, cuya festividad celebran los católicos el 4 de octubre),el huracán del Padre Ruiz de 1834 (llamado así por un sacerdote católico recientemente fallecido, cuyo funeral se celebraba en la República Dominicana cuando tocó tierra), el huracán Okeechobee de 1928 (llamado así por el lago Okeechobee en el estado de Florida, Estados Unidos, donde se sintieron muchos de sus efectos; también llamado huracán de San Felipe II en la isla de Puerto Rico, de mayoría católica, en honor a un tal San Felipe cuya fiesta se celebra el 13 de septiembre), y el huracán de Nueva Inglaterra de 1938. El mérito del primer uso de nombres personales para el tiempo se atribuye generalmente al meteorólogo del Gobierno de Queensland Clement Wragge, que dio nombre a ciclones y anticiclones tropicales entre 1887 y 1907.Wragge utilizó nombres extraídos de las letras del alfabeto griego, de la mitología griega y romana y de nombres femeninos para describir los sistemas meteorológicos sobre Australia, Nueva Zelanda y la Antártida.Después de que el nuevo gobierno australiano no creara una oficina meteorológica federal ni le nombrara director, Wragge empezó a poner nombres de figuras políticas a los ciclones. Este sistema de denominación de los sistemas meteorológicos cayó en desuso durante varios años tras la jubilación de Wragge, hasta que se recuperó a finales de la Segunda Guerra Mundial.A pesar de caer en desuso, el sistema de nomenclatura se mencionó ocasionalmente en la prensa, con un editorial publicado en el periódico Launceston Examiner el 5 de octubre de 1935, que pedía el regreso del sistema de nomenclatura. La nomenclatura de Wragge también se mencionó en el "Manual de Meteorología" de Sir Napier Shaw, que lo comparaba con un "niño que nombra las olas".
Después de leer sobre Clement Wragge, George Stewart se inspiró para escribir una novela, Tormenta, sobre una tormenta que afectaba a California y que recibió el nombre de María. El libro fue muy leído tras su publicación en 1941 por Random House, especialmente por los meteorólogos del Cuerpo Aéreo del Ejército de los Estados Unidos y de la Marina de los Estados Unidos (USN) durante la Segunda Guerra Mundial.En 1944, los meteorólogos de las Fuerzas Aéreas del Ejército de Estados Unidos (USAAF) del recién creado centro meteorológico de Saipán empezaron a bautizar informalmente a los tifones con los nombres de sus esposas y novias.Esta práctica se hizo popular entre los meteorólogos de la Fuerza Aérea y la Marina de los Estados Unidos, que descubrieron que reducía la confusión durante las discusiones sobre mapas, y en 1945 los Servicios Armados de los Estados Unidos adoptaron públicamente una lista de nombres de mujer para los tifones del Pacífico. Sin embargo, no pudieron persuadir a la Oficina Meteorológica de los Estados Unidos (USWB) para que empezara a poner nombres a los huracanes del Atlántico, ya que la Oficina Meteorológica quería ser vista como una empresa seria y, por lo tanto, consideraba que "no era apropiado" poner nombres a los ciclones tropicales para advertir al público de los Estados Unidos.También consideraban que utilizar nombres de mujer era frívolo y que utilizar los nombres en las comunicaciones oficiales les habría hecho parecer tontos.Durante 1947, la Oficina de Huracanes de la Fuerza Aérea en Miami comenzó a utilizar el Alfabeto Fonético Conjunto del Ejército y la Marina para nombrar los ciclones tropicales significativos en el Océano Atlántico Norte. Estos nombres se utilizaron durante los años siguientes en las comunicaciones privadas/internas entre los centros meteorológicos y los aviones y no se incluyeron en los boletines públicos.

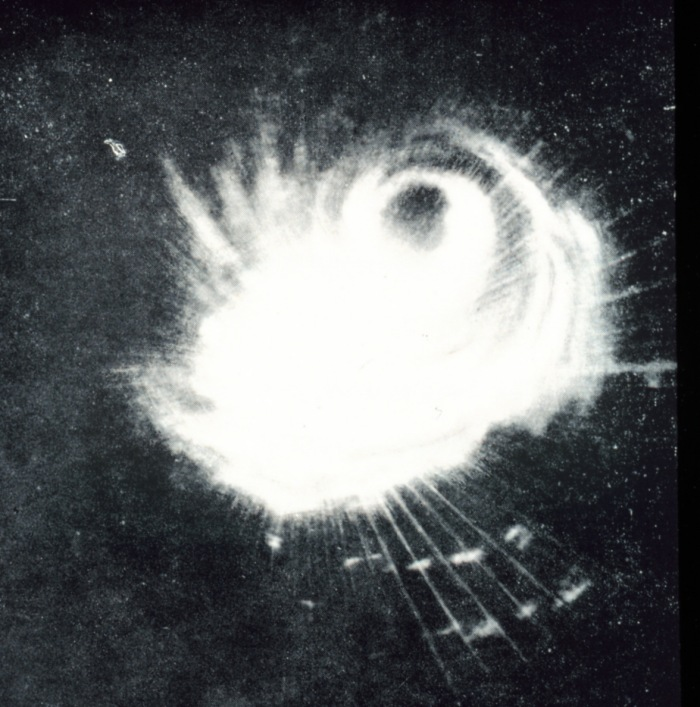
Al tifón Cobra, como a otros tifones durante la Segunda Guerra Mundial, se le asignó informalmente un nombre en clave

Durante agosto y septiembre de 1950, tres ciclones tropicales (los huracanes Baker, Dog y Easy) se produjeron simultáneamente e impactaron en Estados Unidos durante agosto y septiembre de 1950, lo que provocó confusión entre los medios de comunicación y el público. Como resultado, durante el siguiente ciclón tropical (Fox), Grady Norton decidió empezar a utilizar los nombres en declaraciones públicas y en el resumen de la temporada. Esta práctica continuó durante toda la temporada, hasta que el sistema se hizo oficial antes del inicio de la siguiente temporada.Durante 1952, se introdujo un nuevo Alfabeto Fonético Internacional, ya que el antiguo alfabeto fonético se consideraba demasiado anglocéntrico Esto llevó a cierta confusión con los nombres que se estaban utilizando, ya que algunos observadores se referían al huracán Charlie como "Cocoa".Antes de la siguiente temporada no se pudo llegar a un acuerdo sobre qué alfabeto fonético utilizar, antes de que se decidiera empezar a utilizar una lista de nombres femeninos para nombrar a los ciclones tropicales.Durante la temporada, los nombres se utilizaron en la prensa y sólo se registraron unas pocas objeciones, por lo que la acogida de la idea por parte del público pareció favorable. En 1954 se volvieron a utilizar los mismos nombres, con un único cambio: Gilda por Gail: Gilda por Gail.Sin embargo, cuando los huracanes Carol, Edna y Hazel afectaron al poblado noreste de Estados Unidos, se desató la polémica con varias protestas por el uso de nombres de mujer, ya que se consideraba poco caballeroso o un insulto a la feminidad, o ambas cosas. Posteriormente se recibieron cartas que apoyaban mayoritariamente la práctica, y los meteorólogos afirmaron que el 99% de la correspondencia recibida en la Oficina Meteorológica de Miami apoyaba el uso de nombres de mujer para los huracanes.
Posteriormente, los meteorólogos decidieron continuar con la práctica actual de poner nombres de mujer a los huracanes, pero desarrollaron un nuevo conjunto de nombres antes de la temporada de 1955, con los nombres Carol, Edna y Hazel retirados para los próximos diez años. Sin embargo, antes de que se pudieran escribir los nombres, el 2 de enero de 1955 se descubrió una tormenta tropical a la que se llamó Alice. El representante T. James Tumulty anunció posteriormente que tenía la intención de presentar una legislación que pidiera al USWB que abandonara su práctica de nombrar a los huracanes con nombres de mujer, y sugirió que en su lugar se nombraran utilizando términos descriptivos. Hasta 1960, los meteorólogos decidieron desarrollar un nuevo conjunto de nombres cada año.Para 1958, el Centro Meteorológico de Guam se había convertido en la Central Meteorológica de la Flota/Centro de Seguimiento de Tifones en Guam, y había comenzado a nombrar los sistemas a medida que se convertían en tormentas tropicales en lugar de tifones. Más tarde ese año, durante la temporada de ciclones 1958-59, la Oficina Meteorológica de Nueva Caledonia comenzó a nombrar los ciclones tropicales dentro del Pacífico Sur.
Durante 1959, el Comandante en Jefe del Mando del Pacífico de EEUU y los Jefes de Estado Mayor Conjunto decidieron que las diversas unidades meteorológicas de la Armada y las Fuerzas Aéreas de EEUU se convirtieran en una unidad con base en Guam denominada Fleet Weather Central/Joint Typhoon Warning Center, que continuó dando nombre a los sistemas para la cuenca del Pacífico.

## 1960-1990s
En enero de 1960, los Servicios Meteorológicos de Mauricio y Madagascar introdujeron un sistema formal de nomenclatura para el suroeste del Océano Índico, y el primer ciclón recibió el nombre de Alix.Ese mismo año, cuando la meteorología entró en una nueva era con el lanzamiento del primer satélite meteorológico del mundo TIROS-1, se prepararon ocho listas de nombres de ciclones tropicales para su uso en las cuencas del Atlántico y el Pacífico oriental. En el Atlántico se decidió rotar estas listas cada cuatro años, mientras que en el Pacífico Oriental, los nombres se diseñaron para ser utilizados consecutivamente antes de ser repetidos. Durante diciembre de 1962, Nueva Caledonia propuso a la tercera sesión de la Asociación Regional V de la Organización Meteorológica Mundial, que los ciclones tropicales de la región fueran nombrados utilizando nombres femeninos.Otros miembros de la asociación consideraron la posibilidad de utilizar nombres cristianos masculinos al sur del Ecuador, para evitar cualquier confusión con los nombres utilizados en el hemisferio norte. Finalmente, la asociación decidió que no era necesario introducir un sistema de nomenclatura al sur del Ecuador.Sin embargo, no se opuso a que los miembros utilizaran sistemas de nomenclatura a escala nacional, siempre que no se asignaran los mismos nombres en regiones vecinas a ciclones diferentes. Durante el año siguiente, la Oficina Meteorológica de Filipinas (reorganizada posteriormente en PAGASA en 1972) adoptó cuatro conjuntos de apodos femeninos filipinos terminados en "ng" de la A a la Y para su uso en su área de responsabilidad autodefinida. Siguiendo la práctica internacional de dar nombre a los ciclones tropicales, la Oficina Australiana de Meteorología decidió en una conferencia en octubre de 1963 que empezarían a dar nombres de mujer a los ciclones tropicales al comienzo de la temporada de ciclones 1963-64.El primer ciclón de Australia Occidental se llamó Bessie el 6 de enero de 1964.En 1965, después de que se hubieran utilizado dos de las listas de nombres del Pacífico Oriental, se decidió empezar a reciclar los conjuntos de nombres anualmente como en el Atlántico.
En su conferencia nacional de 1969, la Organización Nacional de Mujeres aprobó una moción que pedía al Centro Nacional de Huracanes (NHC) que no nombrara los ciclones tropicales utilizando sólo nombres femeninos. Más tarde ese mismo año, durante la temporada de ciclones de 1969-70, la oficina del Servicio Meteorológico de Nueva Zelanda (NZMS) en Fiyi empezó a nombrar los ciclones tropicales que se desarrollaban dentro de la cuenca del Pacífico Sur, y el primero se llamó Alice el 4 de enero de 1970.En la cuenca atlántica se utilizaron las cuatro listas de nombres hasta 1971, cuando la recién creada Administración Nacional Oceánica y Atmosférica de Estados Unidos decidió inaugurar una lista decenal de nombres para la cuenca.Posteriormente, Roxcy Bolton solicitó en las conferencias interdepartamentales sobre huracanes de 1971, 1972 y 1973 que se pusiera fin al uso de nombres femeninos; sin embargo, el Centro Nacional de Huracanes respondió afirmando que había una respuesta positiva de 20:1 al uso de nombres femeninos.En febrero de 1975, el NZMS decidió incorporar nombres masculinos en las listas de nombres para el Pacífico Sur, a partir de la temporada siguiente, tras una petición del Consejo Nacional de Mujeres de Fiyi, que consideraba discriminatoria esta práctica.Casi al mismo tiempo, el ministro de Ciencia australiano ordenó que los ciclones tropicales de la región australiana llevaran nombres tanto masculinos como femeninos, ya que consideraba que "ambos sexos debían soportar el odio de la devastación causada por los ciclones". Posteriormente se añadieron nombres masculinos a las listas del Pacífico Sur y de cada uno de los tres centros australianos de alerta de ciclones tropicales antes de la temporada 1975-76.
En 1977, la Organización Meteorológica Mundial decidió formar un comité de huracanes, que celebró su primera reunión en mayo de 1978 y asumió el control de las listas de nombres de huracanes del Atlántico. Durante 1978, la Secretaria de Comercio, Juanita Kreps, ordenó al administrador de la NOAA, Robert White, que dejara de utilizar exclusivamente nombres femeninos para los huracanes. Robert White transmitió posteriormente la orden al Director del NHC, Neil Frank, quien asistió a la primera reunión del comité de huracanes y solicitó que se utilizaran nombres masculinos y femeninos para el Atlántico.Posteriormente, el comité decidió aceptar la propuesta y adoptó cinco nuevas listas de nombres masculinos y femeninos que se utilizarían al año siguiente. Las listas también contenían varios nombres españoles y franceses, para que pudieran reflejar las culturas y lenguas utilizadas en el Océano Atlántico.Tras llegar a un acuerdo entre México y Estados Unidos, durante 1978 se implantaron seis nuevos conjuntos de nombres masculinos y femeninos para la cuenca del Pacífico Oriental. Ese mismo año también se elaboró una nueva lista para el Pacífico Occidental, que se implantó tras el tifón Bess y la conferencia sobre ciclones tropicales de 1979.
Como la doble denominación de los ciclones tropicales se inició en el hemisferio norte, el NZMS se planteó añadir nombres étnicos del Pacífico a las listas de nombres en lugar de los nombres europeos que se utilizaban actualmente. Como consecuencia de las numerosas lenguas y culturas del Pacífico, hubo muchas discusiones en torno a este asunto, y se descartó un nombre, "Oni", ya que significaba "el fin del mundo" en una lengua.Una propuesta sugería que los ciclones se llamaran como el país más cercano al que se formaban; sin embargo, se abandonó cuando se vio que un ciclón podía ser menos destructivo en su fase de formación que más tarde en su desarrollo.Finalmente, se decidió combinar nombres de todo el Pacífico Sur en una única lista en un curso de formación, en el que cada miembro del curso proporcionó una lista de nombres cortos, fáciles de pronunciar, culturalmente aceptables en todo el Pacífico y que no contuvieran ninguna idiosincrasia. A continuación, se cotejaron estos nombres, se editaron para comprobar su idoneidad y se cotejaron con el grupo para comprobar su aceptabilidad. Se pretendía que las cuatro listas de nombres fueran alfabéticas, alternando nombres masculinos y femeninos y utilizando únicamente nombres étnicos. Sin embargo, no fue posible completar las listas utilizando únicamente nombres étnicos, por lo que hubo una dispersión de nombres europeos en las listas finales, que han sido utilizadas por el Servicio Meteorológico de Fiyi y el NZMS desde la temporada 1980-81.En octubre de 1985, el Centro de Huracanes del Pacífico Oriental tuvo que solicitar una lista adicional después de que se agotaran los nombres preseleccionados para esa temporada, por lo que posteriormente se añadieron a las listas de nombres los nombres Xina, York, Zelda, Xavier, Yolanda, Zeke, al tiempo que se introdujo un plan de contingencia consistente en utilizar el alfabeto griego si se agotaban todos los nombres.

## Nuevo milenio
Durante la 30ª sesión del Comité de Tifones de la ESCAP/OMM, en noviembre de 1997, Hong Kong presentó una propuesta para dar a los tifones asiáticos nombres locales y dejar de utilizar los nombres europeos y americanos que se venían utilizando desde 1945.Posteriormente, se encargó al Grupo de Coordinación de Formación e Investigación del Comité que consultara a los miembros y elaborara los detalles del plan con el fin de presentar una lista de nombres para su aprobación en la 31ª sesión. Durante el mes de agosto de 1998, el grupo se reunió y decidió que se invitaría a cada miembro del Comité a aportar diez nombres a la lista y que se seguirían cinco principios para la selección de nombres.También se acordó que cada nombre tendría que ser aprobado por cada miembro y que una sola objeción bastaría para vetar un nombre.Posteriormente se elaboró una lista de 140 nombres y se presentó en la 32ª sesión del Comité de Tifones, que tras un largo debate aprobó la lista y decidió ponerla en práctica el 1 de enero de 2000.También se decidió que la Agencia Meteorológica de Japón daría nombre a los sistemas en lugar del Centro Conjunto de Alerta de Tifones.
En 1998, PAGASA llevó a cabo el "Concurso Nombra un Bagyo", un concurso diseñado para revisar el sistema de nomenclatura de los tifones dentro del Área de Responsabilidad de Filipinas con 140 nombres presentados en 1999 y el concurso llevó a PAGASA a comenzar a utilizar el sistema de nomenclatura revisado con cuatro conjuntos de 25 nombres y 10 nombres auxiliares, (sustituyendo su lista de nombres femeninos que se utilizaba desde 1963) rotando cada cuatro años, en 2001 y posteriormente revisado en 2005.
Durante su sesión anual de 2000, el Panel OMM/ESCAP sobre Ciclones Tropicales del Norte de la India acordó en principio empezar a asignar nombres a las tormentas ciclónicas que se desarrollaban en el Océano Índico Norte. Como resultado de ello, el panel solicitó que cada uno de los ocho países miembros presentara una lista de diez nombres a un ponente antes de finales de 2000. En la sesión de 2001, el ponente informó de que, de los ocho países implicados, sólo India se había negado a presentar una lista de nombres, ya que tenía varias reservas sobre la asignación de nombres a los ciclones tropicales.A continuación, el grupo estudió los nombres y consideró que algunos de ellos no serían atractivos para el público o los medios de comunicación, por lo que solicitó a los miembros que presentaran nuevas listas de nombres. Durante los dos años siguientes, cada país presentó sus listas de nombres y empezaron a utilizarse en septiembre de 2004, cuando el Departamento Meteorológico de la India (IMD) bautizó al primer ciclón tropical con el nombre de Onil.
En el 22º Comité de Huracanes, celebrado en 2000, se decidió que todo ciclón tropical que pasara de la cuenca atlántica a la del Pacífico oriental y viceversa dejaría de ser rebautizado,siempre que siguiera siendo un ciclón tropical (depresión, tormenta o huracán) durante toda su travesía de la masa terrestre entre las cuencas. En ese caso, el Centro Nacional de Huracanes emitiría continuamente avisos con un intervalo regular de 6 horas sin interrupción. Según un portavoz del NHC, "si hay un vacío en los avisos, se le da un nuevo nombre".
Antes de la temporada 2000-01, se decidió empezar a utilizar nombres masculinos y femeninos para los ciclones tropicales que se desarrollaban en el suroeste del océano Índico. En septiembre de 2001, el RSMC de La Reunión propuso que la cuenca adoptara una única lista circular de nombres y que un ciclón tropical tuviera un solo nombre durante su vida.Sin embargo, ambas propuestas fueron rechazadas en la decimoquinta sesión del Comité de Ciclones Tropicales de la AR I para el Suroeste del Océano Índico durante septiembre de 2001.Durante la temporada de huracanes del Atlántico de 2002 se reinició la asignación de nombres a los ciclones subtropicales, asignándose nombres a los sistemas a partir de la lista principal de nombres elaborada para ese año.

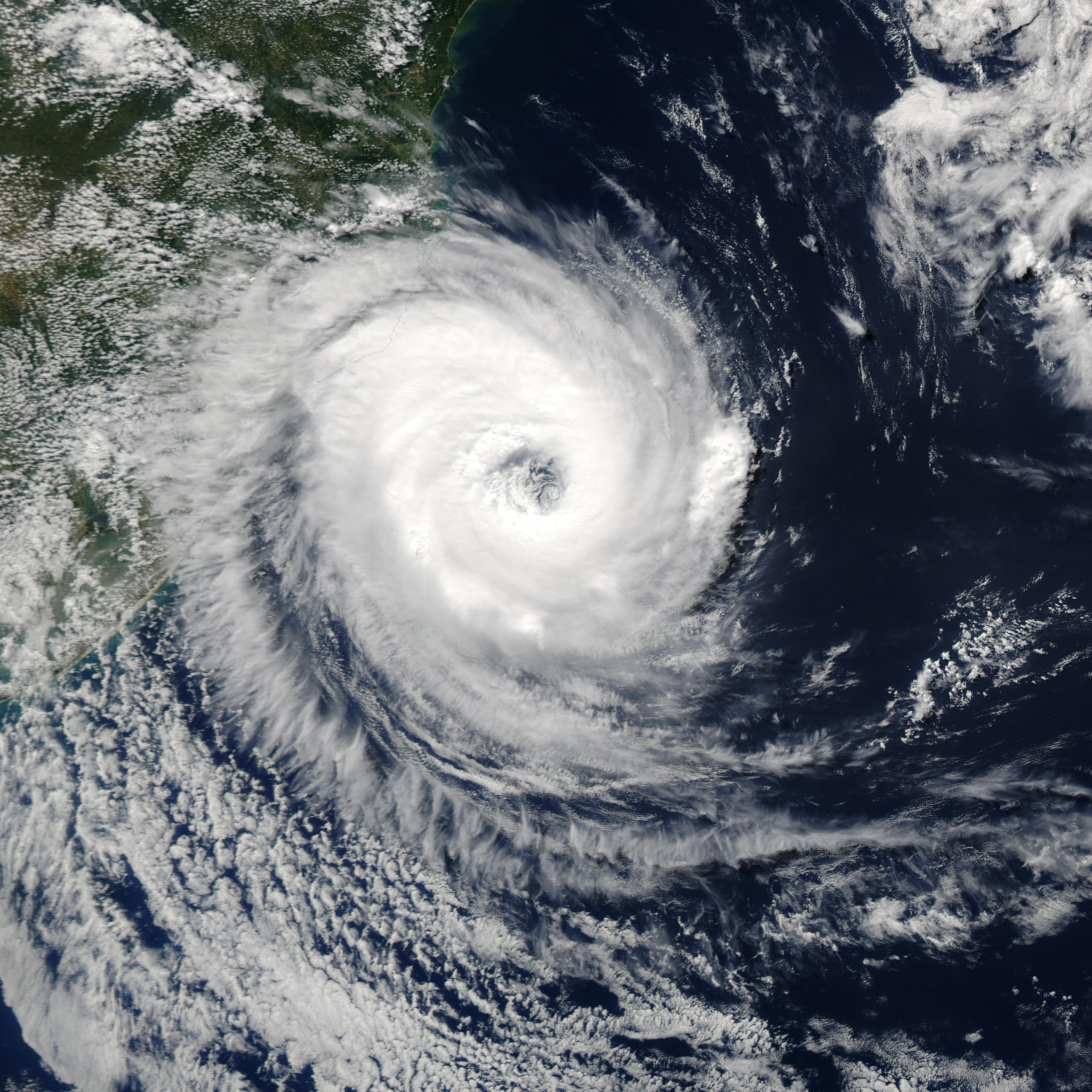
El raro ciclón del Atlántico Sur recibe extraoficialmente el nombre de "Catarina" en los medios de comunicación

En marzo de 2004, un ciclón tropical poco común se desarrolló en el Atlántico Sur, a unos 1.010 km al este-sureste de Florianópolis, en el sur de Brasil. Como el sistema amenazaba el estado brasileño de Santa Catarina, un periódico utilizó el titular "Furacão Catarina", que supuestamente significaba "furacão (huracán) que amenaza (Santa) Catarina (el estado)".Sin embargo, cuando la prensa internacional empezó a seguir el sistema, se asumió que "Furacão Catarina" significaba "Ciclón Catarina" y que había sido nombrado formalmente de la forma habitual.Durante la temporada de huracanes del Atlántico de 2005 se agotaron los nombres preasignados para la cuenca del Atlántico Norte y, como resultado, se utilizaron letras del alfabeto griego. Posteriormente hubo un par de intentos de deshacerse de los nombres griegos, ya que se consideran incoherentes con la convención de nomenclatura estándar utilizada para los ciclones tropicales, generalmente desconocidos y confusos para el público.
Sin embargo, ninguno de los intentos tuvo éxito y el alfabeto griego volvió a utilizarse en 2020, cuando se agotó la lista de nombres para el océano Atlántico.Sin embargo, después de múltiples tormentas con nombres griegos altamente catastróficas y dañinas en 2020 (los ejemplos son Zeta, Eta y Iota), junto con las preocupaciones generales sobre la naturaleza confusa e inconsistente del sistema, la OMM suspendió oficialmente el uso del alfabeto griego para nombrar tormentas en 2021, implementando en su lugar una lista suplementaria de nombres regulares y reemplazables tanto en la cuenca del Atlántico como en la del Pacífico Oriental en el caso de que cualquiera de las cuencas experimente una temporada que agote los nombres predesignados en las listas originales.
Antes de la temporada de huracanes de 2007, el Centro de Huracanes del Pacífico Central (CPHC) y la Defensa Civil del Estado de Hawai solicitaron que el comité de huracanes retirara once nombres de las listas de nombres del Pacífico Oriental. Sin embargo, el comité declinó la solicitud y señaló que sus criterios para el retiro de nombres estaban "bien definidos y eran muy estrictos".Se consideró que, si bien los sistemas pueden haber tenido un impacto significativo en las islas hawaianas, ninguno de los impactos fueron lo suficientemente importantes como para justificar la retirada de los nombres.También se señaló que el comité no había retirado anteriormente los nombres de los sistemas que habían tenido un impacto mayor que los que se habían presentado.La CPHC también introdujo un conjunto revisado de nombres hawaianos para el Pacífico Central, después de haber trabajado con el departamento de estudios hawaianos de la Universidad de Hawai para garantizar el significado correcto y el uso histórico y cultural apropiado de los nombres.
El 22 de abril de 2008, el recién creado centro de alerta de ciclones tropicales de Yakarta (Indonesia) dio nombre a su primer sistema: Durga, antes de que se establecieran dos conjuntos de nombres indonesios para su área de responsabilidad antes de la temporada 2008-09. Al mismo tiempo, la Oficina Australiana de Meteorología fusionó sus tres listas en una lista nacional de nombres. [3] La cuestión de los ciclones tropicales que se renombran cuando se desplazan a través de 90 ° E en el suroeste del Océano Índico, se planteó posteriormente durante octubre de 2008 en la 18 ª reunión del Comité de Ciclones Tropicales de la RA I.Sin embargo, se decidió que los nombres de los ciclones tropicales se cambiarían en el futuro.Sin embargo, se decidió posponer el asunto hasta la siguiente reunión del comité para que pudieran realizarse diversas consultas. Durante la Reunión de Coordinación Técnica de RSMCs/TCWCs de Ciclones Tropicales de 2009, se reafirmó que el nombre de un ciclón tropical debería mantenerse durante toda la vida de un sistema, incluso cuando se desplaza de una cuenca a otra, para evitar confusiones.Como resultado, se propuso en el comité de ciclones tropicales RA I del año siguiente, que los sistemas dejaran de ser renombrados cuando se movían hacia el suroeste del Océano Índico desde la región australiana. Posteriormente se acordó que durante un período provisional, los ciclones que se movían hacia la cuenca tendrían un nombre adjunto a su nombre existente, antes de que se detuviera al comienzo de la temporada 2012-13.El ciclón tropical Bruce fue posteriormente el primer ciclón tropical que no fue renombrado, cuando se trasladó al suroeste del Océano Índico durante 2013-14.El 12 de marzo de 2010, los servicios meteorológicos públicos y privados del sur de Brasil, decidieron nombrar a la tormenta tropical Anita para evitar confusiones en futuras referencias.Posteriormente, el Centro Hidrográfico de la Marina de Brasil estableció una lista de nombres, de la que se extrajeron los nombres Arani, Bapo y Cari durante 2011 y 2015.
En su vigesimoprimera sesión de 2015, el Comité de Ciclones Tropicales de la AR I revisó las disposiciones para dar nombre a las tormentas tropicales y decidió que el procedimiento necesitaba un "cambio muy urgente". En particular, se observó que el procedimiento no tenía en cuenta ninguna de las mejoras significativas en la ciencia que rodea a los ciclones tropicales y que estaba sesgado debido a vínculos inadecuados con algunos sistemas nacionales de alerta. Posteriormente, el comité decidió que tres listas de nombres rotarían de año en año, y que los nombres utilizados se sustituirían automáticamente en el siguiente Comité de Ciclones Tropicales de la AR I.Durante su vigesimotercera sesión de 2019, el comité observó cierta incoherencia entre el plan operativo y el reglamento técnico de la OMM, que definía las funciones y responsabilidades de los RSMC de ciclones tropicales. Como resultado, el comité decidió reconocer la autoridad del RSMC de La Reunión y le otorgó el derecho a nombrar ciclones tropicales. Durante 2020, el panel de ciclones tropicales emitió una nueva lista de nombres, ya que la mayoría de los nombres de la lista existente se habían utilizado.

## Actualidad
| Instituciones de denominación de ciclones tropicales | Instituciones de denominación de ciclones tropicales                                                                                                  | Instituciones de denominación de ciclones tropicales                                                    | Instituciones de denominación de ciclones tropicales |
| Cuenca                                               | Institución | Área de responsabilidad                                                                                 |                                                      |
| Hemisferio Norte                                     | Hemisferio Norte | Hemisferio Norte                                                                                        | Hemisferio Norte                                     |
| ---------------------------------------------------- | --- | --- | ---------------------------------------------------- |
| Atlántico Norte Pacífico oriental                    | Centro Nacional de Huracanes de Estados Unidos | Ecuador hacia el norte, costas atlánticas europea y africana - 140°O                                    | [87]                                                 |
| Pacífico Central                                     | Estados Unidos Centro de Huracanes del Pacífico | Central Ecuador hacia el norte, 140°O - 180                                                             | [ 85 ]                                               |
| Pacífico Occidental                                  | Agencia Meteorológica de Japón PAGASA | Ecuador - 60°N, 180-100°E 5°N - 21°N, 115°E - 135°E                                                     | [88]                                                 |
| Océano Índico Norte                                  | Departamento Meteorológico de la India | Ecuador hacia el norte, 100°E - 40°E                                                                    | [90]                                                 |
| Hemisferio Sur                                       | | |                                                      |
| Suroeste Océano Índico                               | Servicios Meteorológicos de Mauricio Météo Madagascar Météo France Reunión                                                                            | Ecuador - 40°S, 55°E - 90°E Ecuador - 40°S, Costa Africana - 55°E Ecuador - 40°S, Costa Africana - 90°E | [91]                                                 |
| Región australiana                                   | Agencia indonesia de meteorología, climatología y geofísica Servicio Meteorológico Nacional de Papúa Nueva Guinea Oficina Australiana de Meteorología | Ecuador - 10°S, 90°E - 141°E Ecuador - 10°S, 141°E - 160°E 10°S - 40°S, 90°E - 160°E                    | [75]                                                 |
| Pacífico Sur                                         | Servicio Meteorológico de Fiyi Servicio Meteorológico de Nueva Zelanda                                                                                | Ecuador - 25°S, 160°E - 120°O 25°S - 40°S, 160°E - 120°W                                                | [ 85 ]                                               |
| Atlántico Sur                                        | Centro Hidrográfico de la Marina Brasileña (No oficial)                                                                                               | Ecuador - 35°S, Costa Brasileña - 20°O                                                                  | [ 79 ]                                               |

En la actualidad, los ciclones tropicales son bautizados oficialmente por uno de los once centros de alerta y conservan sus nombres durante toda su vida para facilitar la comunicación entre los meteorólogos y el público en general en relación con las previsiones, los avisos y las alertas. Debido a su potencial de longevidad y a las múltiples tormentas simultáneas, se cree que los nombres reducen la confusión sobre qué tormenta se está describiendo.Los nombres se asignan en orden a partir de listas predeterminadas una vez que las tormentas tienen vientos sostenidos durante uno, tres o diez minutos de más de 65 km/h (40 mph) dependiendo de la cuenca en la que se originen.Sin embargo, los estándares varían de una cuenca a otra, con algunas depresiones tropicales nombradas en el Pacífico Occidental, mientras que los ciclones tropicales tienen que tener vientos de fuerza mayor cerca del centro antes de ser nombrados en el Hemisferio Sur.
Cualquier miembro de los comités de huracanes, tifones y ciclones tropicales de la Organización Meteorológica Mundial puede solicitar que se retire el nombre de un ciclón tropical de las distintas listas de nombres de ciclones tropicales.Un nombre se retira si un consenso o la mayoría de los miembros están de acuerdo en que el ciclón tropical ha adquirido una notoriedad especial, como causar un gran número de muertes y cantidades de daños, impactos o por otras razones especiales.Todos los nombres de ciclones tropicales asignados por el Servicio Meteorológico Nacional de Papúa Nueva Guinea se retiran automáticamente, independientemente de los daños causados.A continuación, se presenta un nombre de sustitución al comité correspondiente y se somete a votación, pero estos nombres pueden ser rechazados y sustituidos por diversas razones, entre las que se incluyen la ortografía y pronunciación del nombre, su similitud con el nombre de un ciclón tropical reciente o en otra lista de nombres, y la longitud del nombre para los canales de comunicación modernos, como las redes sociales.  PAGASA también retira los nombres de los ciclones tropicales significativos, cuando han causado al menos ₱1.000 millones en daños y/o han causado al menos 300 muertes.No hay nombres retirados dentro del Océano Índico Norte o el Océano Índico Sudoccidental, ya que los nombres sólo se utilizan una vez en cada cuenca antes de ser reemplazados.